# Syndrome de Stendhal

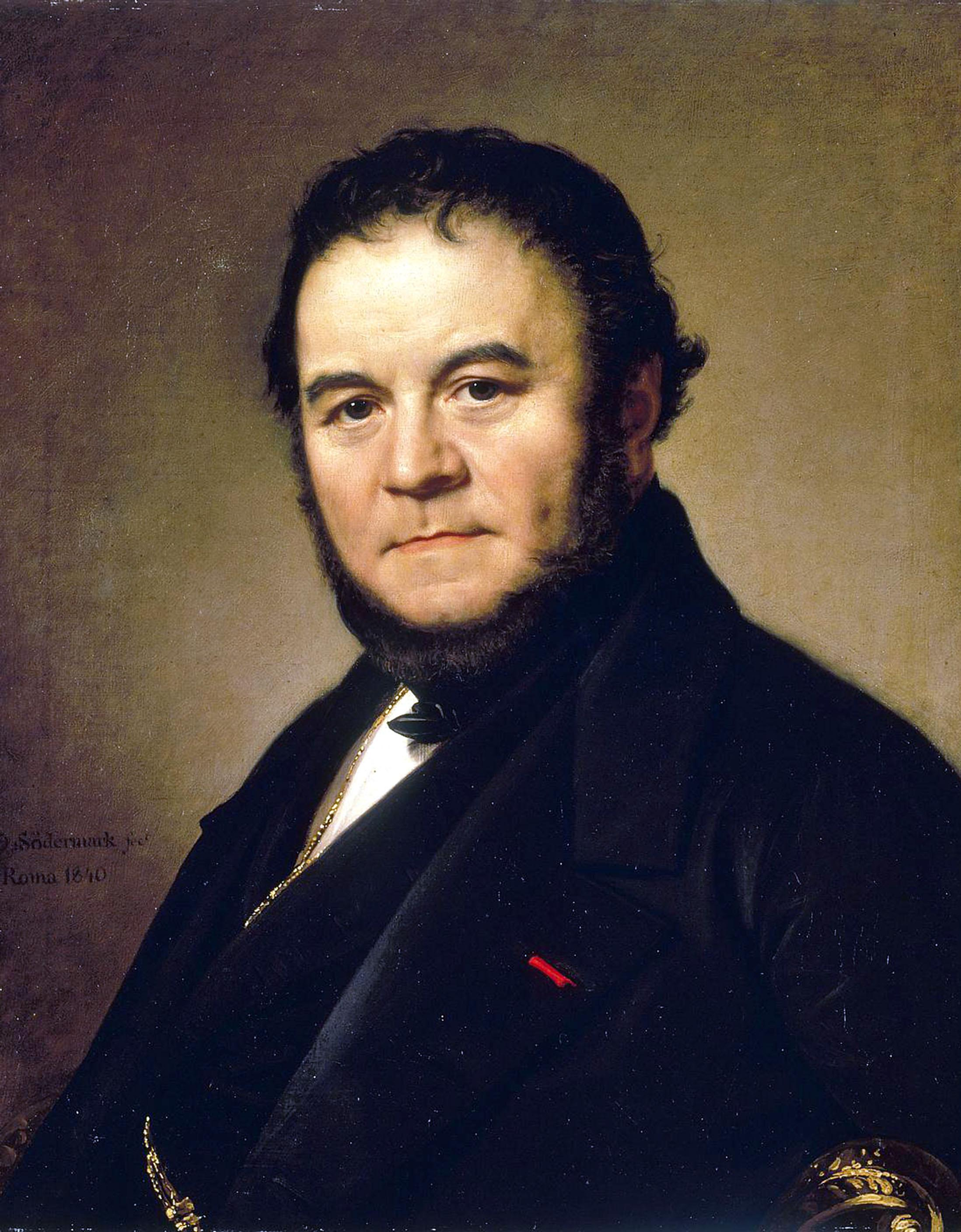
Stendhal, par Johan Olaf Sodemark (1840).

Le syndrome de Stendhal, également appelé « syndrome de Florence », est un ensemble de troubles psychosomatiques (accélération du rythme cardiaque, vertiges, malaises, suffocations, voire hallucinations) survenant chez certains voyageurs exposés à une œuvre d'art qui prend une signification particulière pour eux, ou à une profusion de chefs-d'œuvre en un même lieu dans un même temps.
Le syndrome de Stendhal, assez rare, fait partie de ce qu’on appelle les syndromes du voyageur ou voyage pathogène : c'est le voyage lui-même qui suscite des troubles psychiatriques chez un sujet sans antécédents. Ce voyage pathogène s'oppose au voyage pathologique, qui est un voyage causé par des troubles psychiatriques préexistants.
Le syndrome de Stendhal ne doit pas être confondu avec le syndrome de Brulard, qui se réfère aussi à Stendhal, mais concerne des troubles mémoriels.

## Origine

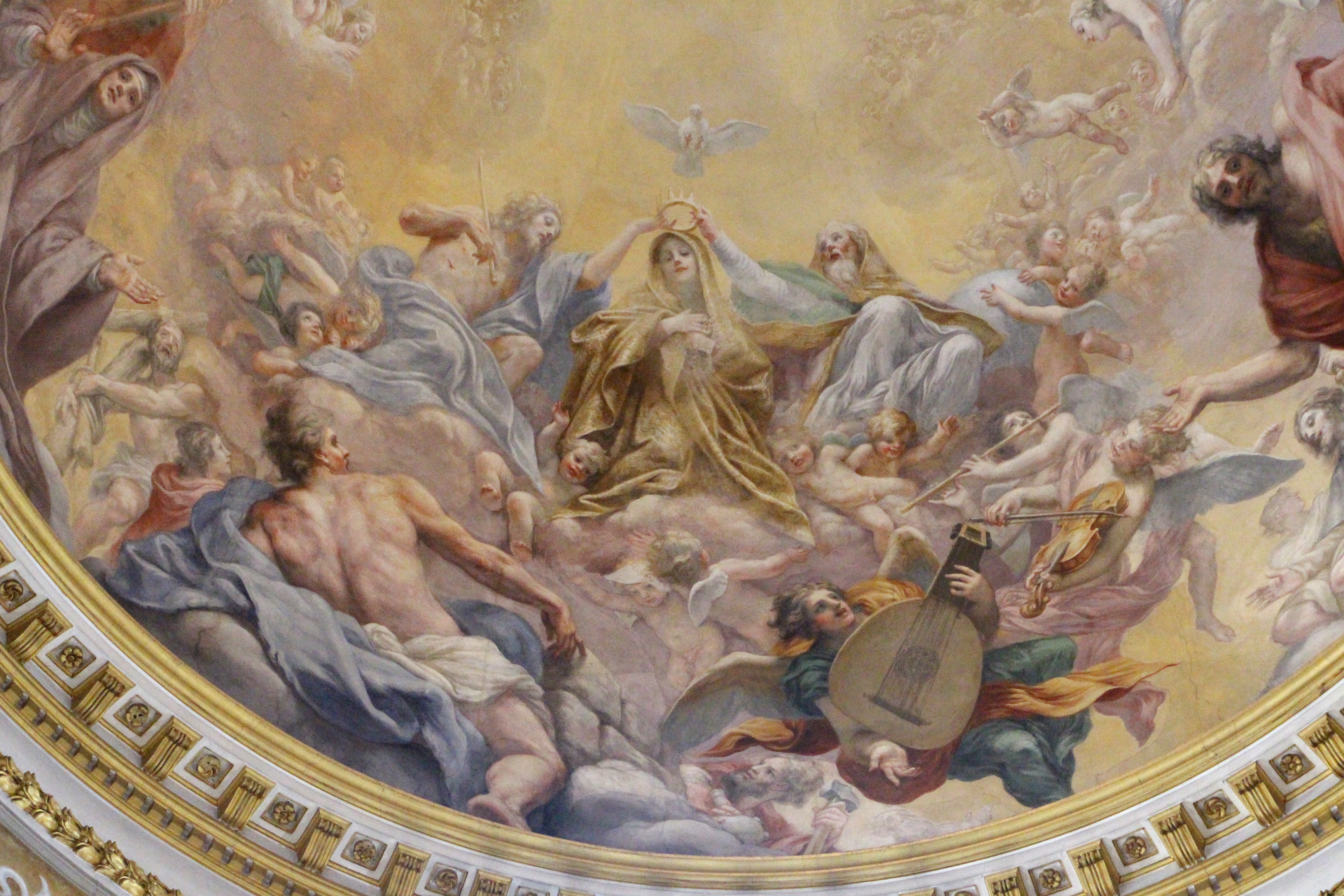
La Vierge Marie couronnée par la Trinité et quatre Sibylles (1653-1661) de Volterrano (1611-1689).

Le nom du syndrome renvoie à l'expérience vécue par l'écrivain français Stendhal (1783-1842) lors de son voyage en Italie, à l’étape de Florence, en 1817.
Lors de la visite de la Basilique Santa Croce, il s'agenouille sur un prie-dieu, la tête renversée en arrière, pour contempler les fresques de la coupole de la chapelle Niccolini :  les Sibylles de Volterrano. Pris de vertiges, il ressent un moment sublime de proximité du paradis,. Il écrit alors : 

« J’étais arrivé à ce point d’émotion où se rencontrent les sensations célestes données par les Beaux Arts et les sentiments passionnés. En sortant de Santa Croce, j’avais un battement de cœur, la vie était épuisée chez moi, je marchais avec la crainte de tomber. »

— Rome, Naples et Florence, éditions Delaunay, Paris - 1826, tome II, p. 102
Stendhal n’a rien fait pour s’en prémunir puisque, s’asseyant sur un banc de la place, il lut un poème pour se remettre, et vit que ses visions empiraient à la lecture de cette somme de culture ambiante dans les lieux : il fut épris et malade à la fois de tant de profusion.
Le critique Julian Barnes a recherché l'événement dans la version originale du journal d'Henri Beyle sans le retrouver. Il faudrait alors considérer au moins que  « si Beyle a bien vécu cette expérience, elle a été réécrite par Stendhal », car « dans le monde du désir, un peu d'eau suffit toujours à amorcer la pompe ».

## Identification
Le syndrome est décrit, vers la fin des années 1980, par la psychiatre et psychanalyste Graziella Magherini, chef du service de psychiatrie de l'hôpital Santa Maria Nuova du centre historique de Florence. Sa première publication fait état de 106 cas similaires reçus en urgence, tous des touristes étrangers, en 20 ans d'observations,,.

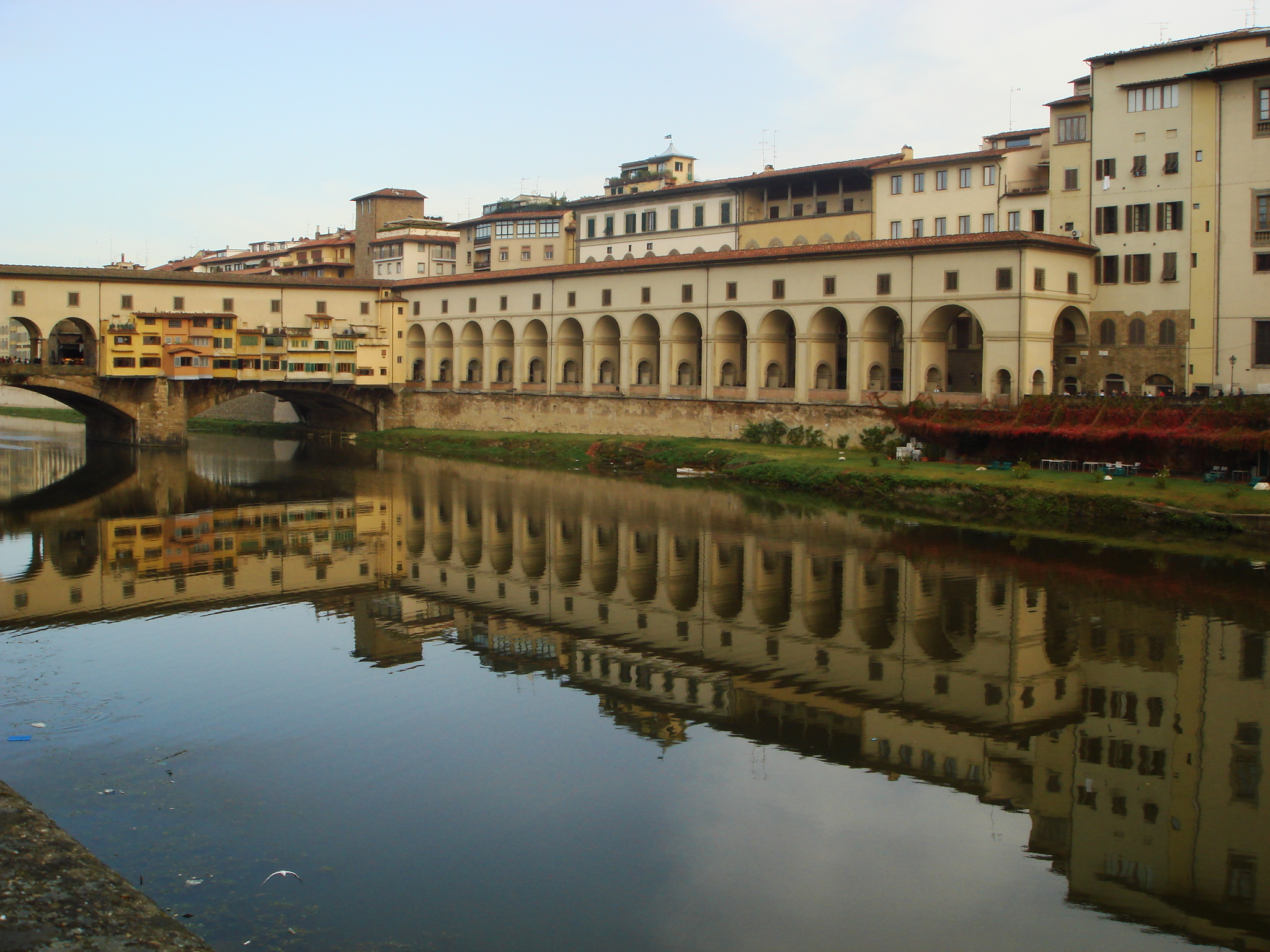
Florence et le fleuve Arno au niveau des Offices, du Ponte Vecchio et du corridor de Vasari.

Sa description figure dans un livre homonyme qui classe les cas de manière statistique selon leur provenance et leur sociologie. En résumé :
- les touristes provenant d’Amérique du Nord et d’Asie n’en sont pas touchés, il ne s’agit pas de leur culture ;
- les touristes nationaux italiens en sont également immunisés ; ils baignent dans cette atmosphère depuis leur enfance ;
- parmi les autres, sont plus touchées les personnes vivant seules et ayant eu une éducation classique ou religieuse, indifféremment de leur sexe.

Selon Magherini, il s'agit d'une décompensation aiguë bénigne, qui frappe des sujets sensibles et passionnés, ayant une relation particulière à l'art, et en situation de voyage, loin de chez eux et de leurs repères habituels. Elle regroupe les symptômes en trois catégories :
- attaque de panique, avec tachycardie et vertiges.
- manifestations dépressives : pleurs, tristesse, insomnie, nostalgie du domicile.
- décompensation psychiatrique : perception délirante, sentiment de persécution, angoisse et culpabilité.

Le facteur déclenchant de la crise a lieu le plus souvent lors de la visite de l’un des cinquante musées de la ville. Le visiteur est subitement saisi par le sens profond que l’artiste a donné à son œuvre et perçoit toute l’émotion qui s’en dégage d’une façon exceptionnellement vive qui transcende les images et le sujet de la peinture. Les réactions des victimes subjuguées sont très variables : des tentatives de destruction du tableau ou des crises d’hystérie ont été observées. En effet, le regard d'un autre peut, à leurs yeux, mettre en danger leur propre perception de l’œuvre.
D'autres sont exposés à une surcharge de chefs-d'œuvre sur une courte période. Florence représente la plus grande concentration mondiale d'art de la Renaissance, un art compréhensible par tous, à la différence de l'art abstrait ou conceptuel dont il faut connaître les codes de compréhension.
Les gardiens de musée de Florence sont formés à l’intervention auprès de visiteurs victimes du syndrome de Stendhal[réf. nécessaire], bien que cela reste assez rare.
Par la suite, Magherini a proposé une variante du syndrome, le « syndrome du David », le David de Michel-Ange dont la perfection esthétique est susceptible de toucher la libido du spectateur jusqu'à la syncope.

## Place du syndrome

### Doute

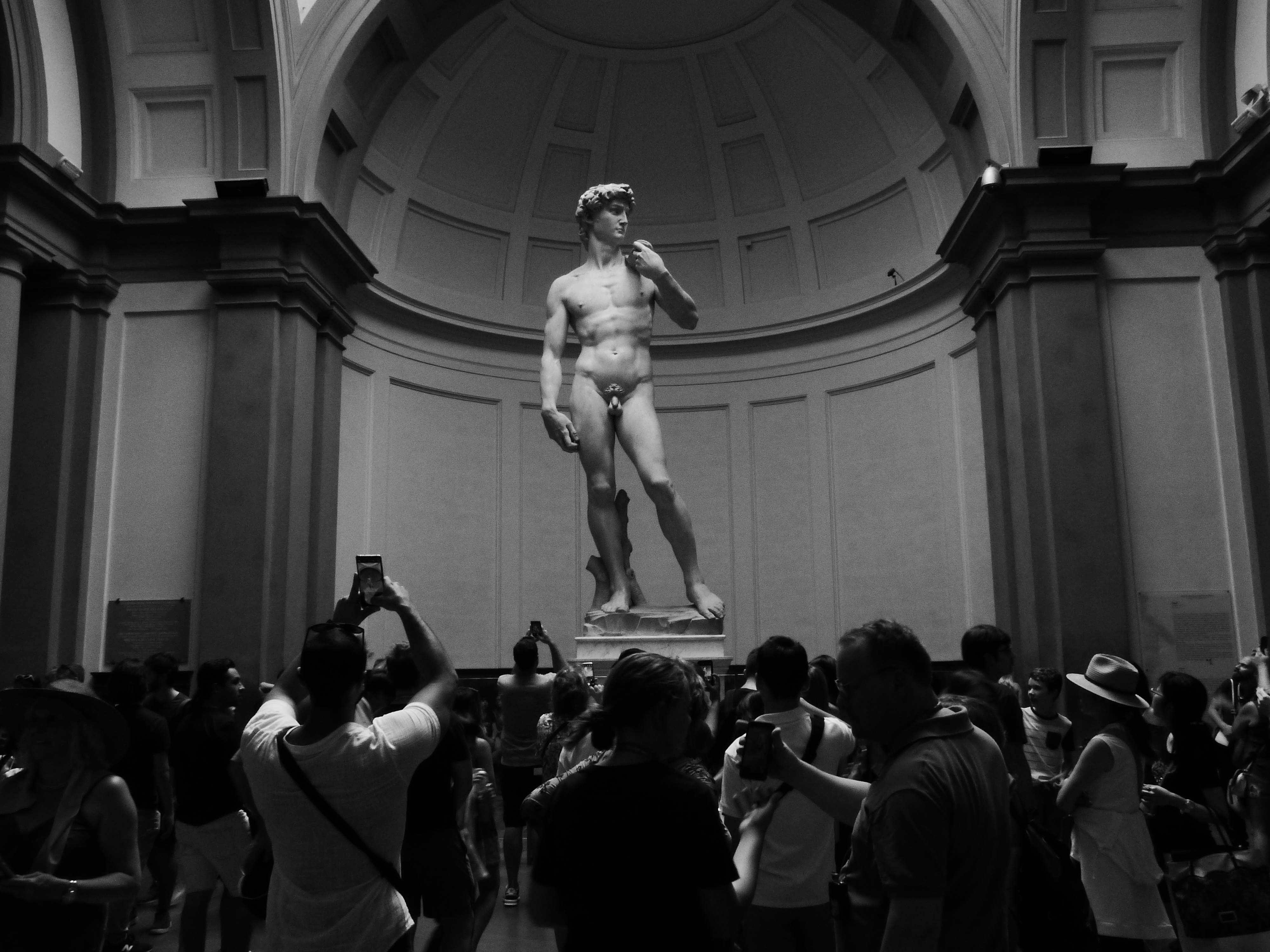
Le David de Michel-Ange (Florence, 2019): la chaleur, l'affluence et l'attente, ou la beauté comme « promesse de bonheur », pourraient provoquer une syncope chez les sujets hypersensibles.

On peut cependant douter de l'existence réelle du syndrome de Stendhal. Graziella Magherini n'a suivi que deux cents personnes, un échantillon d'autant plus faible quand on le met en rapport avec le nombre total de touristes : dix millions de nuitées par an rien qu'à Florence.
On peut également mettre en question la délimitation très subjective du syndrome de Stendhal, ses manifestations variant beaucoup d'un individu à l'autre. Pour certains, l'explication du « syndrome » n'aurait même rien à voir avec l'art et serait beaucoup plus pragmatique : les touristes soumis à la fatigue et au stress (enchaînement des visites, foule, chaleur…) seraient naturellement plus sujets aux malaises,.

### Interprétation psychanalytique
Selon Magherini, le syndrome de Stendhal serait un processus de mentalisation. Une forte émotion doit être transformée par la psyché en symboles qui se rassemblent pour donner naissance à des pensées qui doivent pouvoir s'exprimer en mots. Par exemple, les expériences émotionnelles du tout petit enfant le rendent capable de penser et de parler.
Il existe cependant un risque dans ce processus continu : lorsque l'émotion, ici artistique, ne peut émerger en idée ou être verbalisée. Elle est alors confrontée dans l'inconscient avec les émotions du passé, l'œuvre d'art devient le réceptacle symbolique de souvenirs émotionnels incapables de se transformer en mots.

### Hypothèse des neurones miroirs
Le syndrome de Stendhal n'est pas défini comme un trouble psychiatrique spécifique, il n'est pas mentionné dans le DSM-5.
Outre les premières interprétations psychanalytiques, il a fait l'objet d'interprétations neurobiologiques, notamment par le fait que les aires cérébrales impliquées dans les réactions émotionnelles sont les mêmes qui sont activées dans la contemplation des œuvres d'art (émotion esthétique).
Le fonctionnement physiologique du cerveau, notamment celui des neurones miroirs, pourrait donner une explication scientifique au syndrome de Stendhal.
Dans l’article Motion, emotion and empathy in esthetic experience, deux auteurs, l’un professeur d’histoire de l’art et l’autre neurologue, cherchent à comprendre la part qu’a l’empathie dans l’expérience esthétique avec, notamment, son implication possible dans les mécanismes neuronaux. Ils font une hypothèse empirique à partir des recherches scientifiques actuelles. Après la découverte des neurones miroirs en 1996 par l'équipe de Giacomo Rizzolatti, directeur du département de neurosciences de la faculté de médecine de Parme, David Freedberg et Vittorio Gallese s’intéressent à l’effet de ces mêmes neurones dans l’expérience esthétique.

### Pratique
En pratique – Médecine des voyages –, le syndrome de Stendhal relève de la psychopathologie des voyages dans la catégorie du voyage pathogène, groupe de symptômes mentaux déclenchés par le voyage, chez une personne sans antécédents psychiatriques et sans consommation de drogues ou de toxiques.
Le voyage pathogène induit des troubles aigus, en général transitoires et qui disparaissent spontanément au retour. Deux types de voyages pathogènes sont distingués : le voyage touristique et culturel (dont le syndrome de Stendhal) et le voyage religieux ou mystique.
Ce type de syndrome serait à rapprocher du stress émotionnel dans le cadre de troubles de l'adaptation.

## Diagnostic différentiel
Avant d'évoquer une cause purement psychologique ou psychiatrique, il faut d'abord éliminer une pathologie organique, en commençant par les plus graves, : 
- infections et parasitoses ;
- intoxication (médicament, drogue...) ;
- épilepsie ;
- déshydratation, diarrhée du voyageur ;
- syndrome du décalage horaire.

Avant d'évoquer un syndrome de Stendhal ou un syndrome du voyageur (voyage pathogène), il faut éliminer :
- une décompensation psychiatrique par arrêt volontaire du traitement en voyage, ou involontaire (produit indisponible) ;
- un voyage pathologique (causé par des troubles psychiatriques), par exemple : fugue réactionnelle (trouble de la personnalité), fugue impulsive (épilepsie), fugue dissociative.

Autres voyages pathogènes :
- syndrome des Japonais à Paris ;
- syndrome des îles ou syndrome insulaire : le touriste expatrié de longue durée se retrouve « prisonnier » de son fantasme insulaire avec un vécu dépressif après une première période de bonheur, notamment à Hawaï, Tahiti, La Réunion, Mayotte... Le cas le plus célèbre serait celui de Paul Gauguin ;
- syndrome d'Ulysse : c'est un voyageur au long cours qui, à son retour, se retrouve étranger dans son propre pays, avec des difficultés de se réadapter à sa culture d'origine ;

- voyages pathogènes religieux ou mystiques : syndrome de Jérusalem (pour les religions abrahamiques), syndrome Indien ou de l'Inde (Bénarès pour les hindouistes, Katmandou pour les occidentaux), La Mecque pour les musulmans, et tout ancien lieu signifiant dans l'histoire personnelle ou familiale du sujet.

## Prévention et traitement
Il est recommandé aux touristes d'être reposés avant les visites (éviter les voyages aux programmes surchargés en peu de jours), de s'hydrater et de s'alimenter correctement, et de se protéger du soleil.
Le phénomène se traite principalement par le repos et une écoute psychologique, parfois par des psychotropes. « Il s'agit d'aider le patient à retrouver sa propre langue et ses propres codes ». En cas de doute diagnostique, une hospitalisation, en général brève, peut être nécessaire pour éliminer ou traiter une autre cause.

## Émois littéraires
« Le syndrome de Stendhal est une marque de fabrique, celle de la beauté à travers une reconstruction douloureuse de moments utopiques apportés par l'art. Selon Stendhal lui-même : "la beauté n'est rien d'autre qu'une promesse de bonheur" ».
Alors que pour  Emmanuel Kant (1724-1804), la contemplation de  la beauté provoque : « Une alternance rapide de répulsion et d'attraction par un seul et unique objet. Un point excessif pour notre imagination (...) comme un abîme où l'on craint de se perdre » (Critique de la faculté de juger). De même pour le poète autrichien Rainer Maria Rilke (1875-1926) : « La beauté n'est rien d'autre que le début d'une terreur, que nous sommes juste capables de supporter avec une crainte respectueuse, car elle dédaigne sereinement de nous anéantir » (Élégies de Duino).

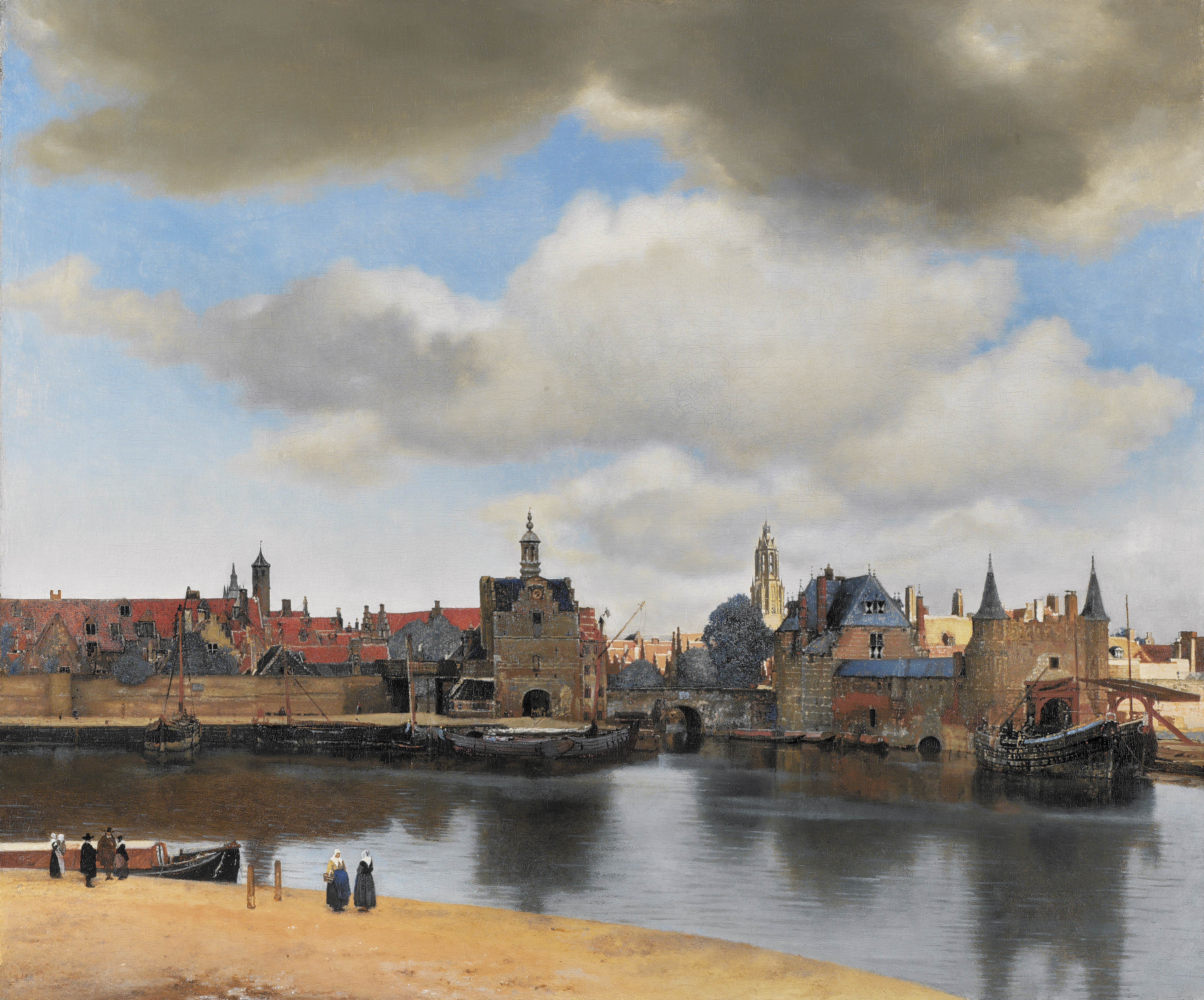
Vue de Delft, par Johannes Vermeer.

Il existe de nombreux cas littéraires, proches de celui de Stendhal :
- Marcel Proust décrit un phénomène analogue dans À la recherche du temps perdu, chez Bergotte, un personnage confronté au tableau de Vermeer, la Vue de Delft[13] ;
- Dostoivesky, devant Le Christ mort de Hans Holbein[5] ;
- Carl Gustav Jung âgé, qui refuse de revoir Pompéi, à cause de la trop forte impression produite lors d'un premier voyage de jeunesse[5] ;
- Sigmund Freud, qui ressent un sentiment de dépersonnalisation en visitant l'Acropole d'Athènes[4].

Selon Magherini, le phénomène est lié à une résonance, à un moment donné, de l'œuvre d'art avec l'histoire particulière et l'inconscient du sujet qui la regarde. Toute œuvre d'art peut être signifiante pour une personne à un moment de son histoire, provoquant des « turbulences », jusqu'à l'extase ou l'angoisse... D'autant plus que l'on est loin de chez soi, en dehors de ses repères habituels.

## Dans la fiction

### Au cinéma
- Dans La grande bellezza (2013), réalisé par Paolo Sorrentino, le film s'ouvre sur une séquence montrant notamment un touriste atteint du syndrome de Stendhal face à la grande beauté de Rome.
- Dans La Nuit des généraux (1967), film franco-britannique réalisé par Anatole Litvak, le personnage du général Tanz, joué par Peter O'Toole, est atteint du syndrome de Stendhal face à une œuvre de Van Gogh.
- Un film appelé Le Syndrome de Stendhal (1996) a été réalisé par Dario Argento. Dans ce film, une policière souffrant de ce syndrome est la proie d’un tueur en série.
- Dans le film L'Homme des foules de John Lvoff sorti en 2001, le personnage principal est victime de ce syndrome.
- Sans elle (2005), film de Jean Beaudin : à son retour de Florence, où elle a été victime du syndrome de Stendhal, une jeune violoniste québécoise entreprend des recherches pour retrouver sa mère disparue depuis deux ans.
- Dans le  court métrage Syndrome (2008) réalisé par Yannick Delhaye, un homme entre au cimetière du Père-Lachaise pour reprendre son souffle après avoir commis un acte horrible. Devant les statues du cimetière, il subit un syndrome de Stendhal. Le syndrome est ici transposé au sentiment de culpabilité.
- Dans Mariage à Mendoza (2013) réalisé par Édouard Deluc, Marcus, protagoniste du film, est dit atteint de cette affection par une médecin argentine.
- Dans la série télévisée Les Soprano diffusée originellement par HBO, le personnage de Carmela Soprano incarnée par Edie Falco est touché plusieurs fois par le Syndrome de Stendhal.
- Le groupe Yelle évoque le syndrome de Stendhal dans sa chanson Florence en Italie[14].
- Dans la série télévisée L'art du crime diffusée originellement par France Télévisions, le personnage du Capitaine Antoine Verlay incarné par Nicolas Gob est atteint du Syndrome de Stendhal dans l'épisode intitulé Le code Delacroix.

### Dans la littérature
- Le Pavillon d'or (1956) de Yukio Mishima pourrait être une représentation de ce syndrome par la description des tourments de ce moine bouddhiste qui met en feu le pavillon, alors qu'il est obsédé par la beauté du lieu[réf. nécessaire].

- Le Syndrome de Stendhal (2003) d'Isabelle Miller transpose le syndrome au sentiment amoureux.

- Journal intime (2005) de Chuck Palahniuk décrit ce syndrome et évoque son histoire, notamment avec la visite de Stendhal à Florence.
- Dans les forêts de Sibérie (2011), récit de Sylvain Tesson. L’auteur arrive à cette réflexion depuis sa cabane où il s’est retiré au bord du lac Baikal : « Finalement, avec la vodka, l’ours et les tempêtes, le syndrome de Stendhal, suffocation devant la beauté, est le seul danger qui menace l’ermite ».
- La légèreté (2016) BD de Catherine Meurisse (Dargaud). Traumatisée après l'attentat de Charlie Hebdo, la dessinatrice de l'hebdo séjourne à la Villa Médicis à la recherche d'une réparation par le syndrome de Stendhal.
- Le syndrome de Stendhal (2017), BD de Aurélie Herrou et de Sagar (Glénat/Centre Georges Pompidou). Victime du syndrome de Stendhal, le héros est capable de se projeter mentalement à l’intérieur des œuvres qu’il regarde.
- Henri Beyle et son curieux tourment (2019), roman de Charles Duttine, actualise le syndrome de Stendhal. Le personnage principal, un psychiatre, analyse différents cas de victimes de ce syndrome. Au cours d'un voyage en Italie, de Bologne à Naples en passant par Florence, sur les pas de Stendhal, ce personnage connaîtra des symptômes proches de ceux vécus par Stendhal[15].
- Le syndrome de Labarbouille (1996), bande dessinée Disney d'Ezio Borciani et Anna Marabelli. Elle met en scène Donald Duck qui créée des peintures qui hypnotisent ses spectateurs, les mettant en transe et entrant en connexion avec le sujet des tableaux. Ainsi, les Rapetou parviennent à connaître tous les secrets du coffre de Balthazar Picsou et à le dévaliser.